# 1933 au Canada
Pour un article plus général, voir Chronologie du Canada.
Cet article traite des événements qui se sont produits durant l'année 1933 au Canada.

## Événements

### Politique
- 13 septembre : élection générale britanno-colombienne. Thomas Dufferin Pattullo chef du Parti libéral est élu Premier ministre de la Colombie-Britannique.

### Justice
- Lyman Poore Duff est nommé juge en chef à la cour suprême.

### Sport
- Les Canadiens de Montréal perdent la Coupe Stanley au détriment des Rangers de New-York.

### Économie
- Un quart de la population active du Canada est au chômage.

### Science
- L'entomologiste Howard Curran publie une thèse The families and genera of North American Diptera.

### Culture
- Roman Un homme et son péché de Claude-Henri Grignon.

### Religion
- 9 juin : érection du Diocèse de Saint-Jean–Longueuil au Québec et du Diocèse de Saskatoon en Saskatchewan.

## Naissances
- 18 février : Frank Moores, premier ministre de Terre-Neuve-et-Labrador.
- 9 mars : Mel Lastman, maire de Toronto et New York.
- 5 avril : Joe Comuzzi, homme politique canadien.
- 29 mai : Marc Carbonneau, terroriste québécois.
- 28 juin : Gisèle Lalonde, ancienne mairesse de la ville de Vanier et défenseure.
- 14 juillet : Robert Bourassa, premier ministre du Québec.
- 30 août : Don Getty, premier ministre de l'Alberta.
- 5 septembre : Eddie Carroll, acteur.
- 23 novembre : Clémence DesRochers, comédienne.
- 26 novembre : Robert Goulet, acteur et chanteur.
- 1er décembre : Alex Campbell, premier ministre de l'Île-du-Prince-Édouard.

## Décès
- 3 janvier : Jack Pickford, acteur.
- 14 avril : Daniel Hunter McMillan, lieutenant-gouverneur du Manitoba.
- 10 octobre : James David Stewart, premier ministre de l'Île-du-Prince-Édouard.
- 17 octobre : Emily Murphy, écrivaine et première femme juge municipale de l'empire britannique.
- 25 octobre : William John Bowser, premier ministre de la Colombie-Britannique.
- 20 novembre : Ovide Charlebois, missionnaire.
- 30 novembre : Arthur Currie, général de l'armée canadienne.